# 塞里略斯 (薩爾塔省)
24°54′S 65°29′W / 24.900°S 65.483°W

塞里略斯的旗幟

塞里略斯（西班牙語：Cerrillos），是阿根廷的城鎮，位於該國西北部薩爾塔省，是塞里略斯縣的首府，處於薩爾塔以南15公里，該城鎮海拔高度1,217米，2001年人口9,500。